# D78 típusú szerelvény
A D78 típusú szerelvény a londoni metró villamos motorvonata, melyet a District line utasainak szállítására használnak. A tervek szerint a teljes szerelvényállományt lecserélik 2015-ig.

## Története
A vonatokat 1976-ban rendelték meg azzal a céllal, hogy a második világháború előtt gyártott CO/CP szerelvényflottát, illetve a háború után gyártott R típusú szerelvényeket cseréljék velük. 75 vonatot gyártott a Metro-Cammel cég, és 1980. január 28-tól kezdték forgalomba állítani az új szerelvényeket, a folyamat pedig 1983-ig zajlott.

## Jellemzők
A vonatok hat kocsiból állnak ellentétben elődeiknél, amelyek hét kocsiból álltak ugyan, de a vagonok kisebbek voltak. A kocsik motorja (LT118 típus) ugyanaz, mint az 1973 típusjelű szerelvények esetén, bár az alváz eltérő.
A D sorozaton sok újítást vezettek be. Ilyen például a gumibetétes felfüggesztés, ami a rázkódásmentes utazást hivatott segíteni. A vezetőfülke sokkal ergonomikusabb elrendezést kapott, a vezetőülés pedig forgócsuklóra került, így előre, hátra, fel, és le mozgatható. Korábbi vonatokkal ellentétben az autostop féket egy joystick helyettesít, amit a vészfékezéshez csavarni kell, az indításhoz előretolni, míg a normál fékezéshez pedig hátrahúzni. Ezenkívül beszereltek még egy ún TMS vonatvezérlő rendszert, amely kijelzi az esetleges hibákat a vonatvezető számára.
A leglátványosabb eltérés a vonat küllemében a korábbiakhoz képest az egyszárnyas ajtók. Korábban az utasok az ajtónyitó gomb segítségével nyitották egyenként az ajtókat, míg az új D78 típus esetén az ajtók egységesen távműködtetésűek a vonatvezető által.
Feliratokat – melyek elmagyarázzák az ajtók használatát – helyeztek el az állomásokon angol, francia és német nyelven az első vonatok üzembehelyezésekor.
Az új vonatok ablakain később változtatásokat kellett eszközölni a túlfűtés miatt, így le-fel húzható ablakokat szereltek be a kocsik végeibe.

## Felújítás
A kocsikat tervezett élettartamuk félidején felújították, melyet a Metronet hajtott végre, azonban a munkák késtek, amíg a szerződésekkel kapcsolatos alkuk véget értek.
Egy prototípus vonatot (három kocsiból állt) készített a közlekedési társaság TMU (változtatásokért felelős egység) egysége az Acton Depot kocsiszínben 2001-ben.
Ebben voltak még eltérések a végleges kivitelezéshez képest, azonban ezeket az eltéréseket a többi vonatból már kiiktatták.
Az átalakítás, illetve felújítás 2005-ben vette kezdetét, és a következőket tartalmazta:
- a London Underground egységes színét kapták a kocsik a külsejükön
- a belső berendezés zöld és fehér színt kapott
- a juharfa padlót gumibevonatúra cserélték
- a kocsik végeire „hátsóablakok” kerültek
- kapaszkodó-rudakat szereltek fel belül a korábbi kapaszkodó-pántok helyett
- az ajtónyitó-gombokat eltakarták
- pont-mátrix kijelzőket szereltek fel az utasok tájékoztatása érdekében belül, valamint a vonat elején és oldalán
- hangbemondásos utastájékoztató rendszert telepítettek GPS kapcsolattal és odométerrel
- felhajtható üléseket szereltek be, a kerekesszékkel közlekedők pedig utazóteret kaptak
- a vezetőfülke légkondicionált lett
- erősebb festést és az ablakokra biztonsági fóliát szereltek a vandalizmus miatt
- biztonsági kamerákat helyeztek el a kocsikban

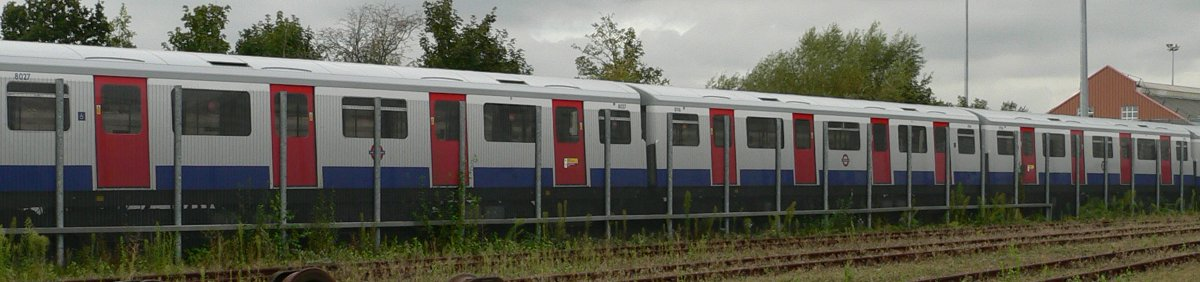
A felújított szerelvény látképe Ealing Common kocsiszínben

Ez volt az első metrószerelvény, amely a kocsi oldalára épített tájékoztató-kijelzőt kapott, noha a háború előtt készült vonatokon is volt már manuális utastájékoztató (becsúsztatható táblával, amelyen a célállomás neve állt).
2008. február 15-én az utolsó kocsikat is elkezdték felújítani. Az utolsó vonatok, amelyekre felújítás várt, a 7534-es (Nyugati vonat) és a 7115-ös (Keleti vonat) voltak a teljes londoni metróhálózatban.

## Hangbemondásos utastájékoztató
A felújított vonatokba hangbemondásos utastájékoztató rendszert telepítettek (Emma Clarke hangja). Egy példa a hangbemondásból:
- This is South Kensington. Change here for the Piccadilly line and Circle line via High Street Kensington and Paddington. This is a District Line train to Barking. (Ez az állomás South Kensington. Átszállhatnak a Piccadilly vonalra, valamint a Circle vonalra High Street Kensington és Paddington állomások felé).

Amióta a felújítás volt, ez az első szerelvény típus, amelyen digitalizált hangbemondás figyelmezteti az utasokat, hogy vigyázzanak a peron és vonat közti résre le és felszálláskor.
- Please mind the gap between the train and the platform

Ezen kívül minden állomásnál elhangzik a figyelmeztető szöveg a peron és vonat közti résről, illetve a digitalizált hangbemondás ismerteti az aktuális állomást és felsorolja az átszállási lehetőségeket. Végezetül ismerteti a vonat úticélját.
- Please mind the gap between the train and the platform. This is Westminster. Change here for the Jubilee line. Alight here for Westminster Abbey, the Houses of Parliament and riverboat services from Westminster Pier. This is a District Line train to Tower Hill

(Kérjük figyeljenek a vonat és peron közti résre! Ez az állomás Westminster. Átszállhatnak a Jubilee vonalra. Leszállhatnak a Westminster Abbey-hez, a Parlament épületéhez, valamint a Westminster Pier sétahajó-kikötőhöz. Ez egy District Line vonat, amely Tower Hill állomásig közlekedik)

## Galéria

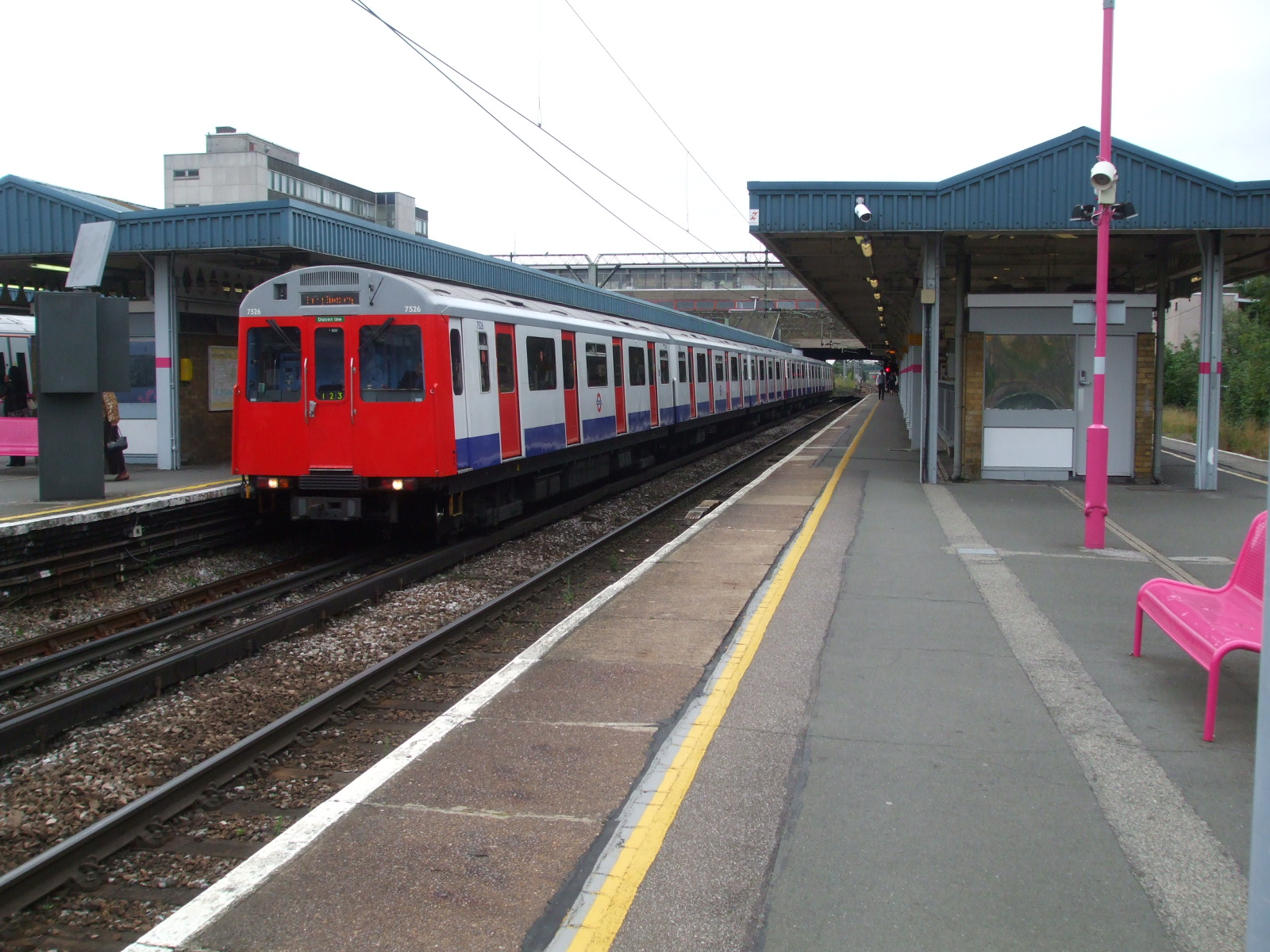
A felújított vonat Barking állomáson
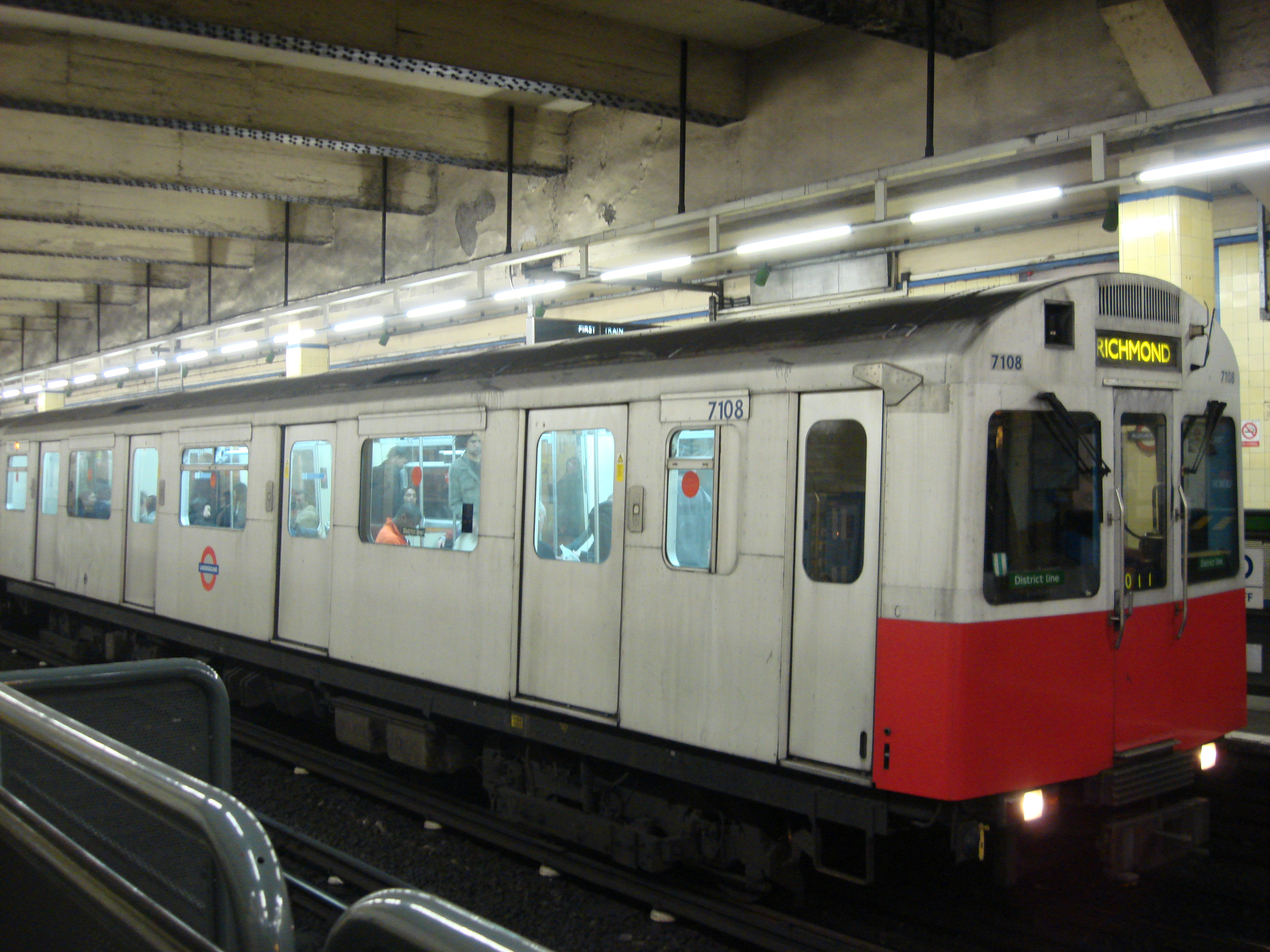
Régi szerelvény Aldgate East állomáson
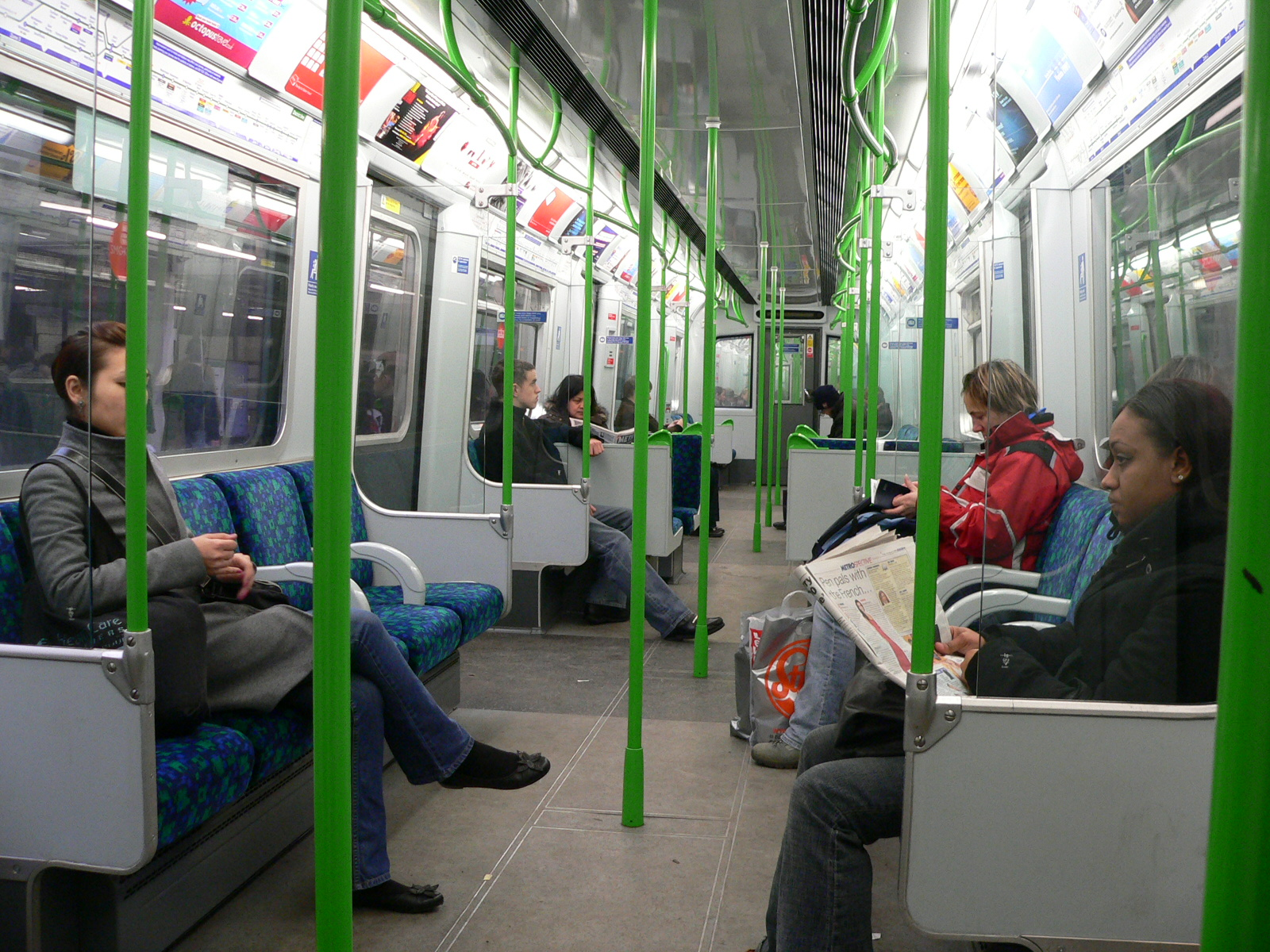
A szerelvény felújított belső tere
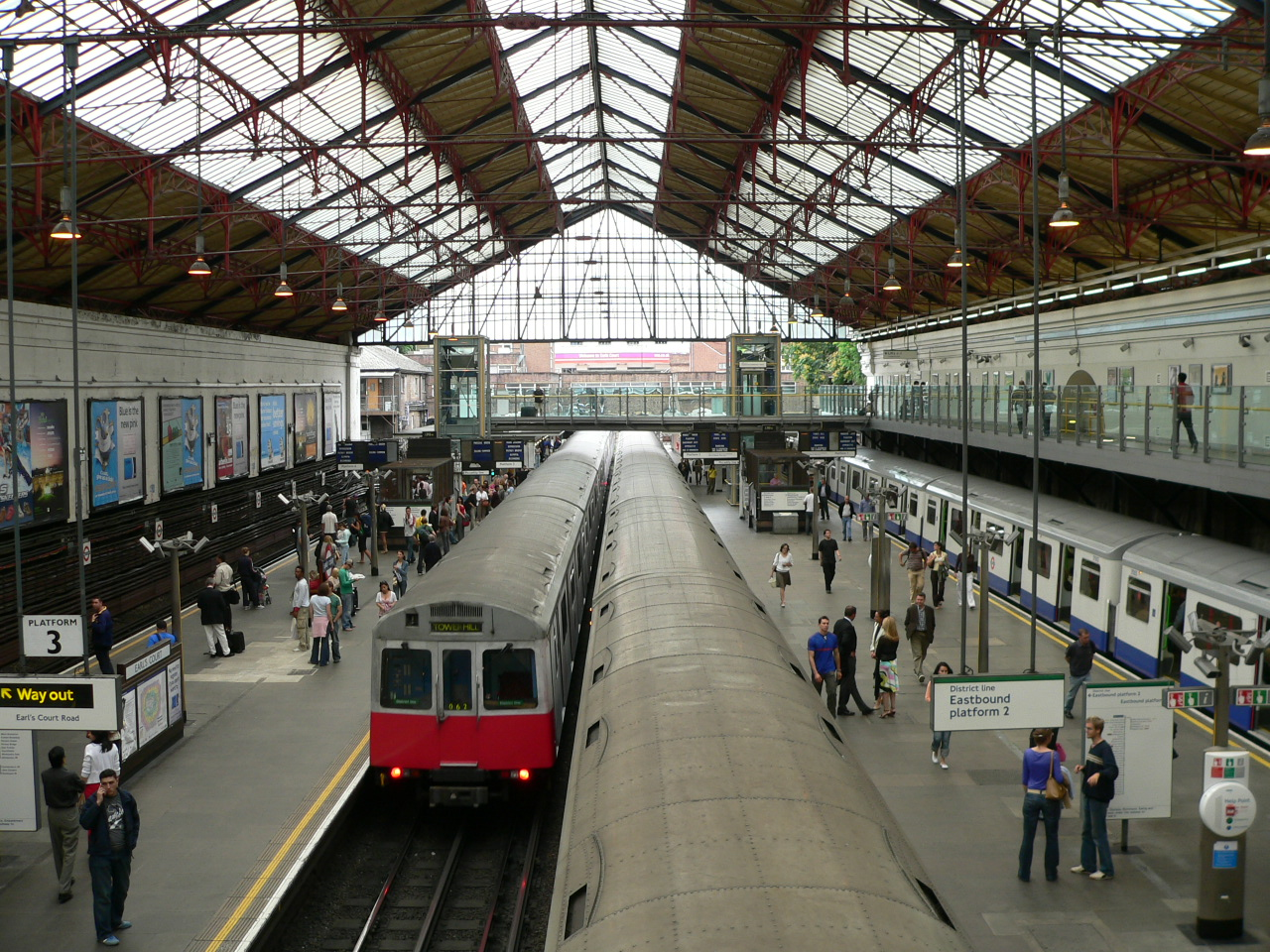
Earl's Court állomás. A középső vonat régi, míg a jobboldali felújított

## Fordítás
- Ez a szócikk részben vagy egészben  a   London Underground D78 Stock című angol nyelvű Wikipédia-szócikk fordításán alapul.  Az eredeti cikk szerkesztőit annak laptörténete sorolja fel. Ez a jelzés csupán a megfogalmazás eredetét és a szerzői jogokat jelzi, nem szolgál a cikkben szereplő információk forrásmegjelöléseként.

## Külső hivatkozások
- D Stock – trainweb.org